# Cerebratulus norvegicus
Cerebratulus norvegicus är en djurart som tillhör fylumet slemmaskar, och som beskrevs av Punnett 1903. Cerebratulus norvegicus ingår i släktet fläsknemertiner, och familjen Cerebratulidae. Inga underarter finns listade i Catalogue of Life.